# Savoyai Anna tarantói hercegné
Savoyai Anna (1455. június 1. – 1480. február), olaszul: Anna di Savoia, franciául: Anne de Savoie, születése jogán savoyai hercegnő, házassága révén Tarantó, Squilacce és Altamura hercegnéje. Aragóniai Frigyes nápolyi királyi hercegnek és tarantói hercegnek, aki 1496-ban nápolyi király lett, volt az első felesége. Lusignan Anna ciprusi királyi hercegnő és savoyai hercegné unokája, valamint I. Sarolta ciprusi királynő és Savoyai Lajos iure uxoris ciprusi király unokahúga. Aragóniai Beatrix és I. Mátyás magyar király sógornője.

## Élete
Apja IX. Amadé savoyai herceg, I. Lajos savoyai herceg és Lusignan Anna ciprusi királyi hercegnő elsőszülött fia. Savoyai Anna hercegnő így apai ágon a ciprusi királyi ház leszármazottja volt. Anyja Valois Jolán francia királyi hercegnő. Anna volt szüleinek a legidősebb gyermeke. Édesanyja révén Anna a francia udvarban nevelkedett, hiszen Valois Jolán VII. Károly francia király és Anjou Mária (II. Lajos címzetes nápolyi király és Jolán aragón infánsnő lányaként I. (Vadász) János aragón király és Bar Jolán unokája) lánya és XI. Lajos francia király nővére volt. 1478. szeptember 11-én eljegyezték Frigyes nápolyi királyi herceggel, I. Ferdinánd nápolyi király és Chiaromontei Izabella másodszülött fiával, aki 1479 februárjában utazott Franciaországba, ahol 1479 márciusában házasodtak össze. A francia udvarban éltek, így lányuk, Sarolta is francia földön látta meg a napvilágot 1480 februárjában, de Anna belehalt a szülés szövődményeibe. Frigyes még két évig a francia udvarnál maradt, és 1482. május 22-én tért vissza Nápolyba. Sarolta ekkor kétéves volt. Apa és lánya feltehetőleg személyesen többé nem találkoztak már. Anna lánya, Sarolta így édesanyjához hasonlóan a francia udvarban nevelkedett. 
Anna hercegnőt a Savoyai Hercegség székhelyén, Chambéryben helyezték örök nyugalomra 1480. március 9-én.

## Gyermeke
- Férjétől, Aragóniai Frigyes (1452–1504) nápolyi királyi hercegtől és Tarantó hercegétől, 1496-tól IV. Frigyes néven nápolyi királytól, 1 leány:
  - Sarolta (1480–1506) nápolyi királyi hercegnő és Tarantó hercegnője, férje XV. (XVI.) Guido (1476–1531), Laval és Montfort grófja, 5 gyermek:
    - Guido (megh. fiatalon)
    - Lajos (megh. fiatalon)
    - Ferenc (–1522), Montfort grófja
    - Katalin (–1526), férje I. Klaudiusz, Hartcourt grófja (1497–1532), 2 leány
    - Anna (–1554), Tarantó hercegnője, nápolyi trónkövetelő, férje Ferenc (1505–1541), Talmond hercege, Thouars algrófja, la Tremoïlle ura, 10 gyerek, többek közt:
      - Lajos (1521–1577), Tarantó hercege, nápolyi trónkövetelő